# Risiera di San Sabba
La Risiera di San Sabba (del italiano, El molino de San Sabba) se considera el único campo de concentración nazi ubicado en el Reino de Italia.

## Historia
La "Risiera di San Sabba" es un conjunto de edificios industriales construidos en el barrio de San Sabba, en la periferia de la ciudad italiana de Trieste, en los que, tras el armisticio del 8 de septiembre de 1943 durante la Segunda Guerra Mundial, los camisas negras fascistas lo convirtieron en campo de detención, de tránsito a la deportación y de eliminación de prisioneros de guerra y civiles, siendo también empleado como depósito para los bienes materiales requisados.
Fue equipado en 1944 con un horno crematorio, el único del género en Italia y, según las estimaciones, escenario de la ejecución de entre 3.000 y 5.000 personas. Tras la expulsión de los nazis y la retirada de los fascistas, la ciudad fue dividida entre los aliados y el lugar brevemente utilizado como prisión por las fuerzas partisanas yugoslavas hasta su clausura definitiva.
En 1975, tras la declaración como Monumento Nazionale Italiano en 1965 y la adaptación de las instalaciones, fue inaugurado el Museo Cívico de la Risiera. En abril de 1976, el tribunal del proceso contra los oficiales responsables del campo condenó al único imputado con vida, el comandante Joseph Oberhauser, a cadena perpetua.